# Ablabesmyia rhamphe
Ablabesmyia rhamphe es una especie de insecto díptero del género Ablabesmyia, familia Chironomidae.
Fue descrito por primera vez por James E. Sublette en 1964. 

## Distribución
Se distribuye desde Minnesota a Ohio, Texas y Alabama.